# Rata cangur d'Ord
La rata cangur d'Ord (Dipodomys ordii) és una espècie de rosegador membre de la família Heteromyidae àmpliament distribuït per Nord-amèrica: se li troba des del sud del Canadà fins a alguns estats mexicans centrals.
Aquest tàxon fou anomenat en honor del filòleg, col·leccionista i naturalista estatunidenc George Ord.